# Britta Heidemann
Britta Heidemann (Köln, NSZK, 1982. december 22. –) olimpiai, világ- és Európa-bajnok német párbajtőrvívónő.
Születésétől Kölnben él, és a város egyik gimnáziumában tanult. 1999-ben három hónapos ösztöndíjat nyert Pekingbe, majd 2001-ben érettségit tett. A vívással viszonylag későn, 14 éves korában került először kapcsolatba, előtte könnyűatlétikával és úszással foglalkozott. Modern öttusában ötszörös német ifjúsági bajnok. 1997-ben kezdett párbajtőrvívással foglalkozni, de egészen 2000-ig versenyzett modern öttusában is. Első nemzetközi sikereit a vívásban aratta. 2002-ben világbajnoki bronzérmes lett. 2004-ben az athéni olimpiai játékokon a német párbajtőr csapat tagjaként ezüstérmes lett. Ugyanebben az évben aktképeivel a Playboy című újság oldalain szerepelt. 2007-ben egyéni világbajnoki, 2008-ban egyéni olimpiai bajnoki, 2009-ben pedig egyéni Európa-bajnoki címet nyert párbajtőrben.
Britta Heidemann diák, a Kölni Egyetem Modern Kína Intézetének hallgatója.

## Fordítás
- Ez a szócikk részben vagy egészben a Britta Heidemann című német Wikipédia-szócikk ezen változatának fordításán alapul.  Az eredeti cikk szerkesztőit annak laptörténete sorolja fel. Ez a jelzés csupán a megfogalmazás eredetét és a szerzői jogokat jelzi, nem szolgál a cikkben szereplő információk forrásmegjelöléseként.